# 나의 오랜 연인에게
나의 오랜 연인에게는 다비치의 디지털 싱글 음반이다. 2019년 12월 3일에 발매되었다. '나의 오랜 연인에게'는 오랜 시간 옆자리를 지켜준 누군가를 향한 감사의 메시지를 따뜻한 가사로 풀어낸 미디엄 발라드곡이다.

## 수록곡
| #  | 제목                   | 작사   | 작곡   | 편곡 | 재생 시간 |
| -- | ---------------------- | ------ | ------ | ---- | --------- |
| 1. | 〈나의 오랜 연인에게〉 | 다비치 | 조영수 |      |           |